# Josip Bobi Marotti
Josip "Bobi" Marotti (Maribor, 18. prosinca 1922. – Zagreb, 24. srpnja 2011.) bio je hrvatski kazališni, televizijski i filmski glumac.

## Životopis
Godine 1941. upisao je glumačku školu i diplomirao 1943., nakon čega se priključio partizanskoj glumačkoj družini. Jedno vrijeme radio je u riječkom HNK-u, a od 1945. do 1946. u zagrebačkom HNK-u. Jedan je od osnivača kazališta Gavella, u kojem radi od 1953. godine.
Umirovljen je 1981., no i nakon toga radi u kazalištu, na televiziji, radiju i filmu. Tijekom 12 godina glumi u Histrionima, a snimio je više od 100 TV-emisija i 38 filmova.
Najviše se proslavio posuđivanjem glasa Fredu Kremenku u popularnoj animiranoj TV seriji "Obitelj Kremenko" i Gargamelu u crtanoj seriji "Štrumpfovi", te u dugometražnom crtanom filmu "Čudesna šuma" gdje je udahnuo život Kaktus caru.

## Filmografija

### Televizijske uloge
- "Odmori se, zaslužio si" kao Bambi (2006.)
- "Bitange i princeze" kao stanodavac (2005. – 2006.)
- "Žutokljunac" kao ratnik (2005.)
- "Kad zvoni?" kao umirovljenik (2005.)
- "Naša mala klinika" kao dr. Butina (2005.)
- "Obećana zemlja" (2002.)
- "Putovanje u Vučjak" kao Lujo (1986.)
- "Nepokoreni grad" (1981.)
- "Punom parom" kao dr. Flek, psiholog (1980.)
- "Mathias Sandorf" (1979.)
- "Anno domini 1573" (1979.)
- "Đavolje sjeme" (1979.)
- "U registraturi" kao Illustrissimus (1974.)
- "Zlatni mladić" (1970.)
- "Stoljetna eskadra" (1960.)

### Filmske uloge
- "Pjevajte nešto ljubavno" kao gosp. Hrnjak (2007.)
- "Nije bed" kao Zdravek (2004.)
- "Mišolovka Walta Disneyja" (2003.)
- "24 sata" (2001.)
- "Rusko meso" (1997.)
- "Puška za uspavljivanje" kao dr. Javorčić (1997.)
- "Prepoznavanje" kao penzioner (1996.)
- "Svaki put kad se rastajemo" kao susjed (1994.)
- "Čaruga" kao kočijaš (1991.)
- "Ljeto za sjećanje" (1990.)
- "Vila Orhideja" (1988.)
- "Čudesna šuma" kao Kaktus Car (1986.)
- "Anticasanova" (1985.)
- "Kraljevo" (1981.)
- "Ispit zrelosti" (1978.)
- "Oko" kao Lovra Furat (1978.)
- "Roko i Cicibela" (1978.)
- "Karmine" (1978.)
- "Seljačka buna 1573" (1975.)
- "Pravednik" (1974.)
- "Seoba duša" (1973.)
- "Dramolet po Ciribiliju" (1972.)
- "Prijateljsko ogovaranje" (1971.)
- "Pansion s toplom i hladnom vodom" (1970.)
- "Put u raj" (1970.)
- "Posvećeno Antonu" (1970.)
- "Glorija" kao Glorijin otac (1970.)
- "Goli čovik" (1968.)
- "Agent iz Vaduza" (1968.)
- "Sjenke" (1968.)
- "Ladanjska sekta" (1967.)
- "Četvrti suputnik" (1967.)
- "Godine ratne, godine mirne" (1967.)
- "Prijatelji" (1967.)
- "Prometej s otoka Viševice" (1964.)
- "Tisuću i jedna strast" (1964.)
- "Ženidba gospodina Marcipana" (1963.)
- "Blizanci" (1962.)
- "Pustolov pred vratima" (1961.)
- "Martin u oblacima" kao projektant (1961.)
- "Doviđenja magarčiću" (1961.)
- "Nepoznati" (1960.)
- "Natječaj za crnu priču" (1960.)
- "Tri Ane" (1959.)
- "Svemirska patrola" (1958.)

### Sinkronizacija
- "Sammy na putu oko svijeta" kao stari Sammy (2010.)
- "Charlotteina mreža" kao pripovjedač (2007.)
- "Bambi, 2" kao Sova (2005., 2006.)
- "Sandokan" kao Lord James Brooke (2002.)
- "10 Božjih zapovijedi" kao egipatski nadglednik i Jahve (verzija iz GoodTimes Entertainment)
- "Priča o Noinoj čudesnoj arki" kao Noa (verzija iz GoodTimes Entertainment i Blye Migicovsky Productions)
- "Lucky Luke (serija)"
- "Putnici"
- "12 dana Božića" kao Silverbellin otac kralj, sir Anagram, lord #2 (GoodTimes Entertainment)
- "Scooby Doo i prijatelji" kao Roll
- "Scooby Doo i Scrappy Doo (Velike ljubavi crtića)" kao buldog (1996.)
- "Pokahontas II: Povratak Johna Smitha (ne-Disneyjev film)" (1996.) kao engleski kolonist
- "Božićni vjenčić" kao predstavnik grupe poslovnih ljudi, duh sadašnjih Božića, stari Joe, pripovjedač (1995.) - verzija iz Jetlag Productions i GoodTimes Entertainment
- "Zvonar crkve Notre Dame" kao zabavljač, francuski građanin 2#, egipatski Vojvoda, Vojvodin tip 3#, sudac (1995.) - Jetlag Productions i GoodTimes Entertainment
- "Heidi" kao Heidin djed (1995.) - Jetlag Productions i GoodTimes Entertainment
- "Trnoružica" kao pripovjedač (1995.) - Jetlag Productions i GoodTimes Entertainment
- "Hercules" kao pripovjedač, Had (1995.) - Jetlag Productions i GoodTimes Entertainment
- "Labuđa princeza" kao Kralj William (1995.)
- "Scooby Doo i braća Boo" kao Farquard (1995.)
- "Asterix u Americi" kao Vrhovnix (1994.)
- "Rudolf: Sob crvenog nosa" kao Snjegović (pripovjedač) - verzija iz 1964.
- "Obitelj Kremenko: Božićna pjesma" kao Fred Kremenko
- "Čovjek zvan Kremenko (film)" kao Fred Kremenko
- "Jetsoni i Obitelj Kremenko" kao Fred Kremenko
- "Obitelj Kremenko" kao Fred Kremenko[1]
- "Štrumpfovi" kao Gargamel i pripovjedač (čitao je uvod na početku svakog crtanog filma o Štrumpfovima)[1]
- "Asterix protiv Cezara" kao Gajus Glupus (stara sinkronizacija)

Posuđivao je glas i neobičnim likovima kao što su klupa, hrast, pas i sl.

## Vanjske poveznice
- Josip Bobi Marotti u internetskoj bazi filmova IMDb-u (engl.)
- Stranica na Film.hr  Arhivirana inačica izvorne stranice od 6. kolovoza 2011. (Wayback Machine)